# Vitalik Buterin
Vitaly Dmitriyevich "Vitalik" Buterin (Russian: Виталий Дмитриевич Бутерин; sinh ngày 31 tháng 1 năm 1994) là một lập trình viên và một nhà văn. Anh là người đồng sáng lập Ethereum và Bitcoin Magazine.